# امیل روتر
امیل روتر (فرانسوی: Émile Reuter‎؛ زادهٔ ۲ اوت ۱۸۷۴ – درگذشتهٔ ۱۴ فوریه ۱۹۷۳) یک سیاست‌مدار اهل لوکزامبورگ بود. وی از ۲۸ سپتامبر ۱۹۱۸ تا ۲۰ مارس ۱۹۲۵ نخست‌وزیر این کشور بود.